# Holzhausen (Kyritz)
Holzhausen ist ein Ortsteil der Stadt Kyritz. Es war bis 2002 eine eigenständige Gemeinde, zunächst bis 1952 im Landkreis Ostprignitz, danach im Kreis Kyritz im Bezirk Potsdam der DDR, von 1990 bis 1993 im Landkreis Kyritz und ab 1993 im Landkreis Ostprignitz-Ruppin des Landes Brandenburg. Holzhausen wurde zum 31. Dezember 2002 in die Stadt Kyritz eingemeindet.

## Orts- und Gutsgeschichte
Im Jahre 1345 ersterwähnt entwickelte sich nachfolgend Holzhausen zu einem Gutsdorf mit teils nicht nur in der Anfangszeit mehreren Rittersitzen. Die Gutsbesitzer übten zugleich das Patronat über die Dorfkirche Holzhausen aus. In der Mitte des 14. Jahrhunderts kommt das Adelsgeschlecht von Rohr, mit einigen namhaften Gütern in der Prignitz ausgestattet, in die Ortshistorie. Der Freyensteiner Pfandherr Alard von Rohr-Meyenburg, bezeugt 1339 und 1364, sowie dessen Sohn Klaus von Rohr, Vogt in der Prignitz. Zeitweilig bildet die Adelsfamilie einen eigenen Familienzweig Holzhausen, beginnend mit Philipp von Rohr auf Holzhausen, gestorben 1555, heraus. Holzhausen ist damals sogar Hauptgut der Meyenburger Rohr und wird in der Besitzesfolge zuerst erwähnt. Dessen Nachfahre Otto, beurkundet 1555 und 1603, nennt sich Herr auf Holzhausen I, und auf Meyenburg.
Holzhausen geht mit dem Gut Meyenburg an die Rohr’sche Familienlinie Ganzer I. Georg von Rohr (1726–1808), liiert mit einer entfernten Cousine Ilsabe von Rohr-Penzlin, führt mehrere Besitzungen, so auch Meyenburg I. und II, Holzhausen und das Nebengut Zernitz. Mit dem Hofgerichtsrat Heinrich von Rohr und seinem Sohn Hauptritterschaftsdirektor am Kur- und Neumärkisches Ritterschaftliches Kreditinstitut Hermann Karl Julius von Rohr (1799–1849) besitzen auch andere Rohr’s Anteile in Holzhausen. Die letzten Vertreter auf Holzhausen waren Christoph von Rohr (1766–1846), verheiratet mit Wilhelmine von Wahlen-Jürgass, respektive ihr Sohn, der sich in der Namensfusion Otto von Rohr genannt von Wahlen-Jürgass (1810–1892) nannte und das Erbe an den ersten Sohn Theodor von Rohr-Meyenburg gab. Dann übernahm der zweite Sohn Otto von Rohr-Meyenburg, verheiratet mit Katharine Witt. Sie hinterließen zwei nicht erbberechtigte Töchter und so ist er der letzte Rohr auf Holzhausen. Bereits zwischen 1882 und 1888 wurden Lehnabfindungssummen für die Rittergüter Meyenburg, Holzhausen und Zernitz hinterlegt. Die Verwandtschaft wiederum nutzt dann nur noch die großen Güter Meyenburg und Ganzer und veräußern Holzhausen vor 1907.
So gelangt das Rittergut Holzhausen in bürgerliche Hände der Familie von Hermann Weule, Fabrikbesitzer in Nauen. Gut Holzhausen hatte 1914 einen Umfang von 432 ha, das Nebengut Zernitz des Weiteren 228 ha. 1929 wird als Gutsherrin Helene Weule, geborene Hille, geführt. Zernitz wiederum gehört im Minorat Hans Hermann Weule (1908–1979), hinzugenommen das Vorwerk Leppinsplan. Als Verwalter agierte dort der Major a. D. Rud. Hille. Hans Hermann Weule blieb nach der Bodenreform in der DDR und lebte in Flecken Zechlin.
Im Ort Holzhausen gab es vor der großen Wirtschaftskrise 1929/1930 sieben weitere landwirtschaftliche Betriebe, zwischen 41 und 73 ha in der Größe, der Familien Blume, Borchert, Granzow, Schönemann, Seyer und Wagnitz.

## Bevölkerungsentwicklung
| Jahr | Einwohner |
| ---- | --------- |
| 1875 | 338       |
| 1890 | 343       |
| 1910 | 430       |
| 1925 | 460       |
| 1933 | 431       |

| Jahr | Einwohner |
| ---- | --------- |
| 1939 | 385       |
| 1946 | 664       |
| 1950 | 602       |
| 1964 | 459       |
| 1971 | 419       |

| Jahr | Einwohner |
| ---- | --------- |
| 1981 | 298       |
| 1985 | 302       |
| 1989 | 293       |
| 1990 | 301       |
| 1991 | 296       |

| Jahr | Einwohner |
| ---- | --------- |
| 1992 | 279       |
| 1993 | 280       |
| 1994 | 294       |
| 1995 | 291       |
| 1996 | 275       |

| Jahr | Einwohner |
| ---- | --------- |
| 1997 | 284       |
| 1998 | 294       |
| 1999 | 304       |
| 2000 | 305       |
| 2001 | 301       |